# Café de la Paix
Das Café de la Paix (Café des Friedens) ist das älteste erhaltene und renommierteste Café von Paris. Es befindet sich im 9. Arrondissement.

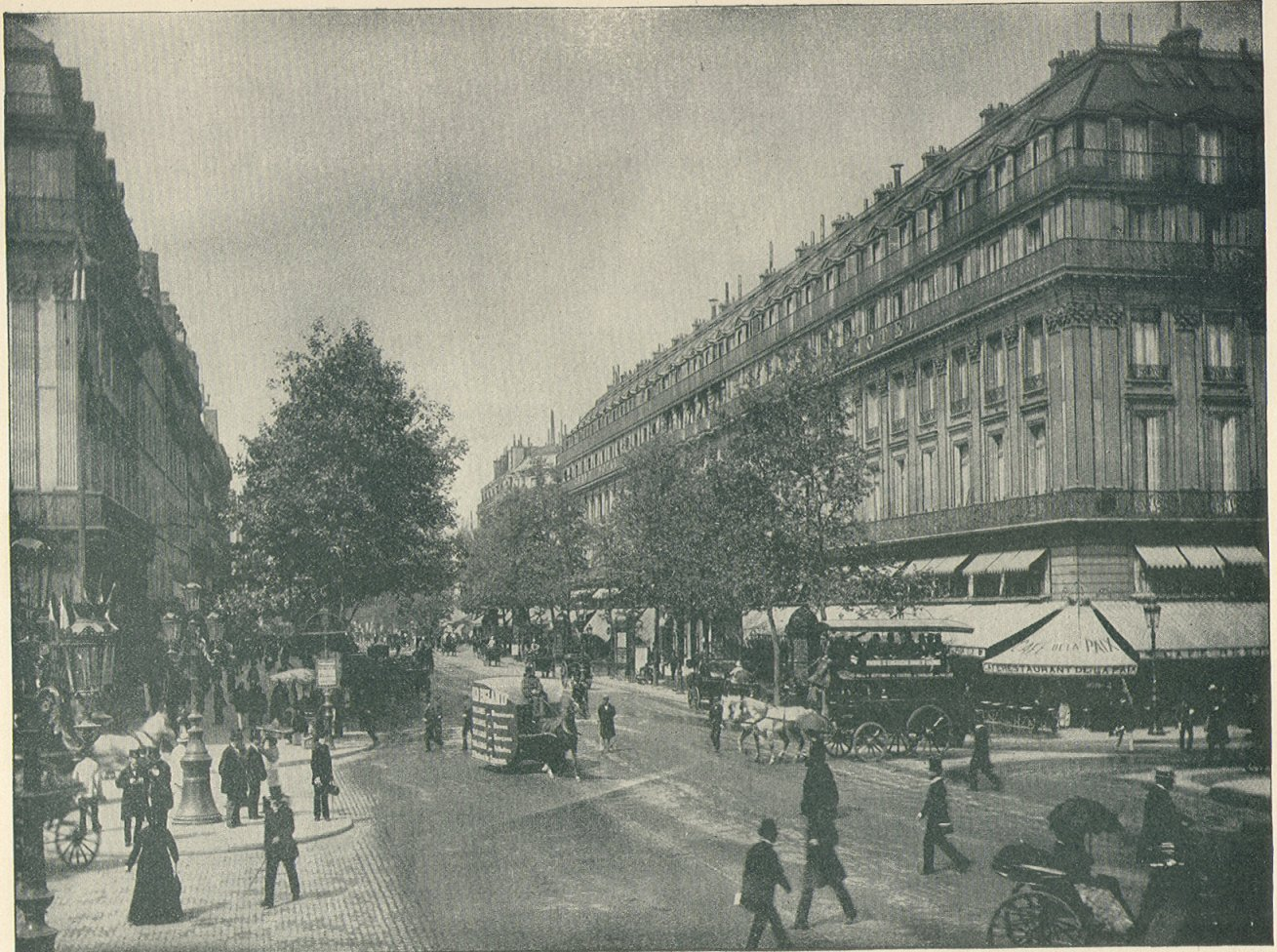
Café de la Paix (1890)

## Entstehungsgeschichte

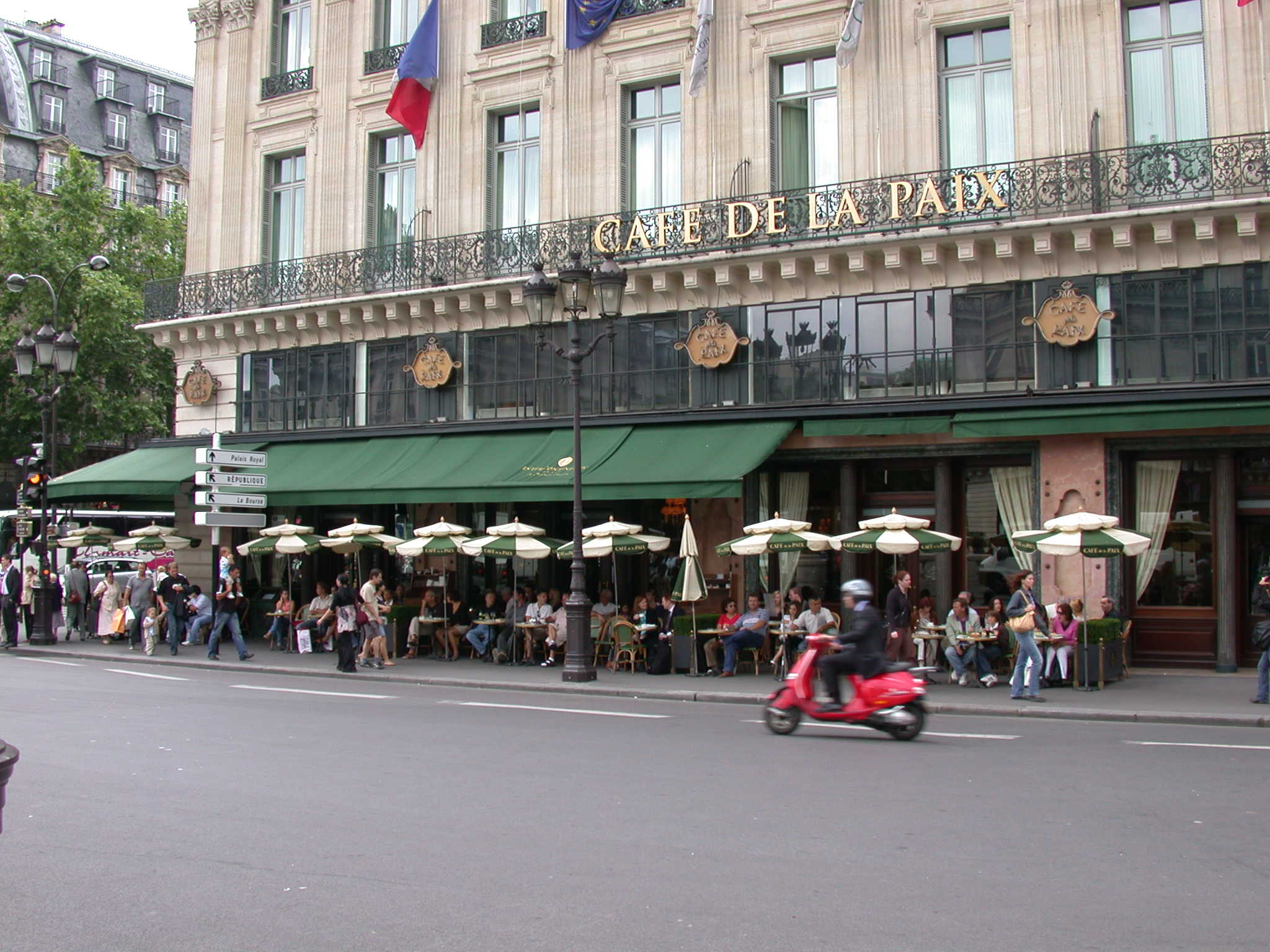
Das Café de la Paix

Das Café de la Paix ist baulicher Bestandteil des heutigen InterContinental Paris Le Grand Hotel, denn es liegt im Erdgeschoss dieses Hotels. Das Gesamtgebäude entstand im Auftrag des Bankiers und Immobilienbesitzers Émile Pereire, der bereits oft mit dem Architekten Alfred Armand zusammengearbeitet hatte. Armand entwarf das Gesamtgebäude des Grand-Hôtel de la Paix, zu dem das Café de la Paix gehört. Der gesamte Häuserblock, in welchem das Hotelgebäude liegt, wurde von Charles Garnier entworfen. Nach Baubeginn im April 1861 war das Hotel bereits nach einer Bauzeit von 15 Monaten im Juli 1862 fertiggestellt. Während das Grand-Hotel erst am 15. Juli 1862 seine Pforten öffnete, wurde das Café de la Paix bereits am 5. Mai 1862 eingeweiht. Es sollte zunächst den Gästen des Grand-Hotels dienen, war aber auch für andere Gäste offen. Die mondäne Eröffnung des Cafés durch die Kaiserin Eugénie (Gattin Napoleon III.) mit Musik und Jacques Offenbach als Dirigent fand statt, noch bevor die nahegelegene Oper ihre Kuppel erhalten hatte. Zur Zeit der Eröffnung ging die radikale Stadterneuerung von Baron Haussmann gerade zu Ende.
Eingerichtet im Stile des Second Empire mit Teilräumen wie Café Opera und Carré Opera, strömten die Gäste der Weltausstellung 1867 zwischen dem 1. April 1867 und dem 3. November 1867 hierhin. Im deutschsprachigen Führer für die Weltausstellung wurde es bereits namentlich erwähnt. Die naheliegende Pariser Oper wurde erst am 5. Januar 1875 eingeweiht. Die Nähe zur Oper brachte Persönlichkeiten wie Oscar Wilde (1898), Jules Massenet, Josephine Baker, Émile Zola, Guy de Maupassant oder Ernest Hemingway (er schrieb hier 1926 Teile von The Sun Also Rises) als Gäste. Frédéric-Auguste Bartholdi hat hier Teile der Skizzen von der Liberty Statue angefertigt. Eine erste Renovierung des Cafés erfolgte im Jahre 1939. Am 25. August 1944 traf eine deutsche Granate das Hotel, doch das ausbrechende Feuer wurde von den Angestellten des Hotels schnell gelöscht. Das Café samt Hotel wurde am 22. August 1975 vom französischen Kulturministerium als historisches Monument eingestuft. 2003 wurde es einer erneuten Renovierung unterzogen. Im Jahre 2005 begann das Café seine Serie von Design-Desserts als Hommage an die Modehauptstadt Paris.

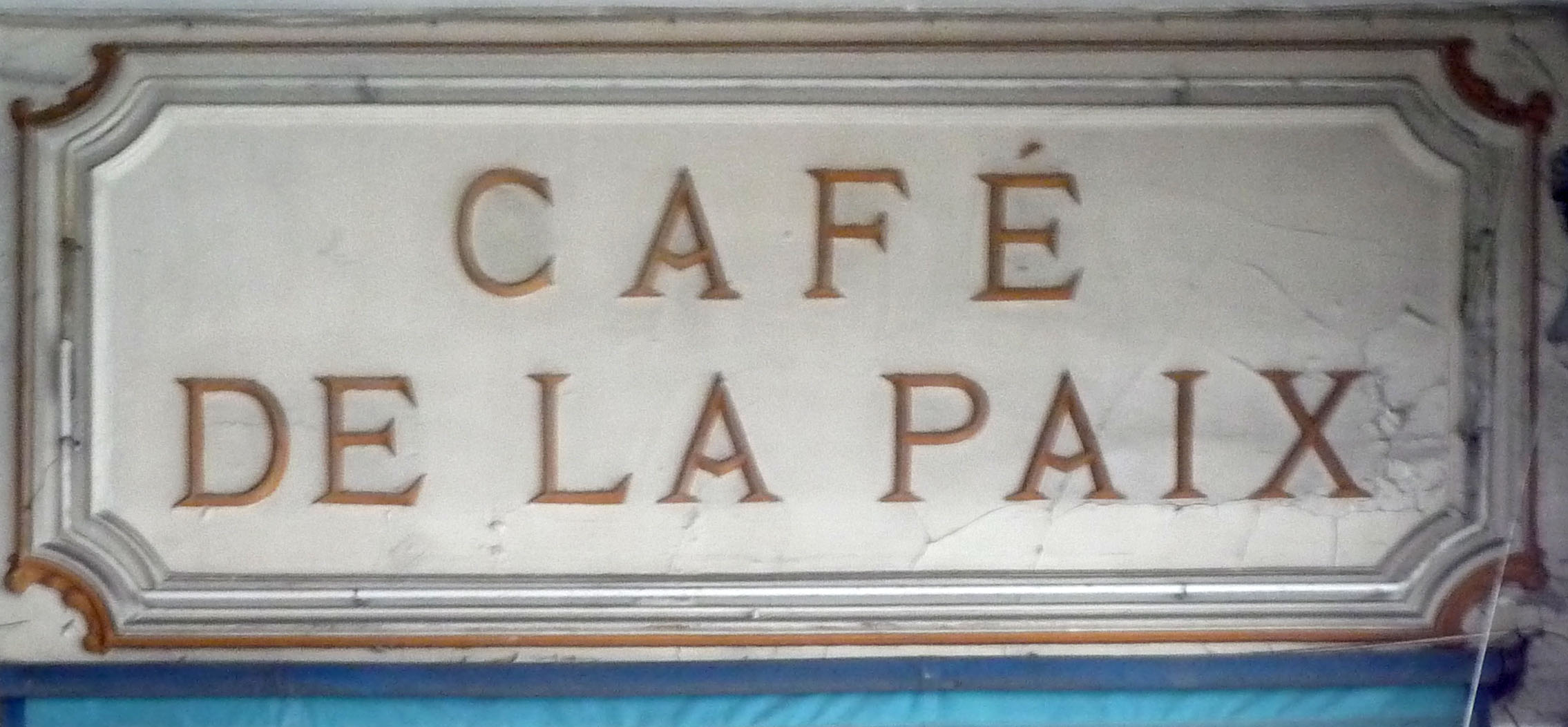
Aufschrift im Café de la Paix

## Lage und Bedeutung
Das Café de la Paix liegt nicht an der Rue de la Paix, sondern ist nach dem Grand-Hotel benannt, das wiederum nahe der Luxusmeile Rue de la Paix liegt. Offizielle Adresse ist die Place de l’Opera Nr. 5 im 9. Arrondissement. Es bietet einen Blick auf die Pariser Oper und den Boulevard des Capucines, einen der Pariser Grands Boulevards. Es ist das letzte noch erhaltene Café aus dem 19. Jhdt. in Paris und ähnlich bekannt wie das Café de Flore und das Les Deux Magots. Die Métrolinien 3, 7 und 8 bedienen in der Nähe die Haltestelle Opéra.

## Sonstiges
Das Café wird besungen von Horst Winter im Schlager Im Café de la Paix in Paris (Text: Heino Gaze, Musik: Fritz Schulz-Reichel; Original 1949), spätere Coverversionen stammten von René Carol (1950), Gerhard Wendland, Detlev Lais und Gitta Lind (1951).